# Maria von Mörl

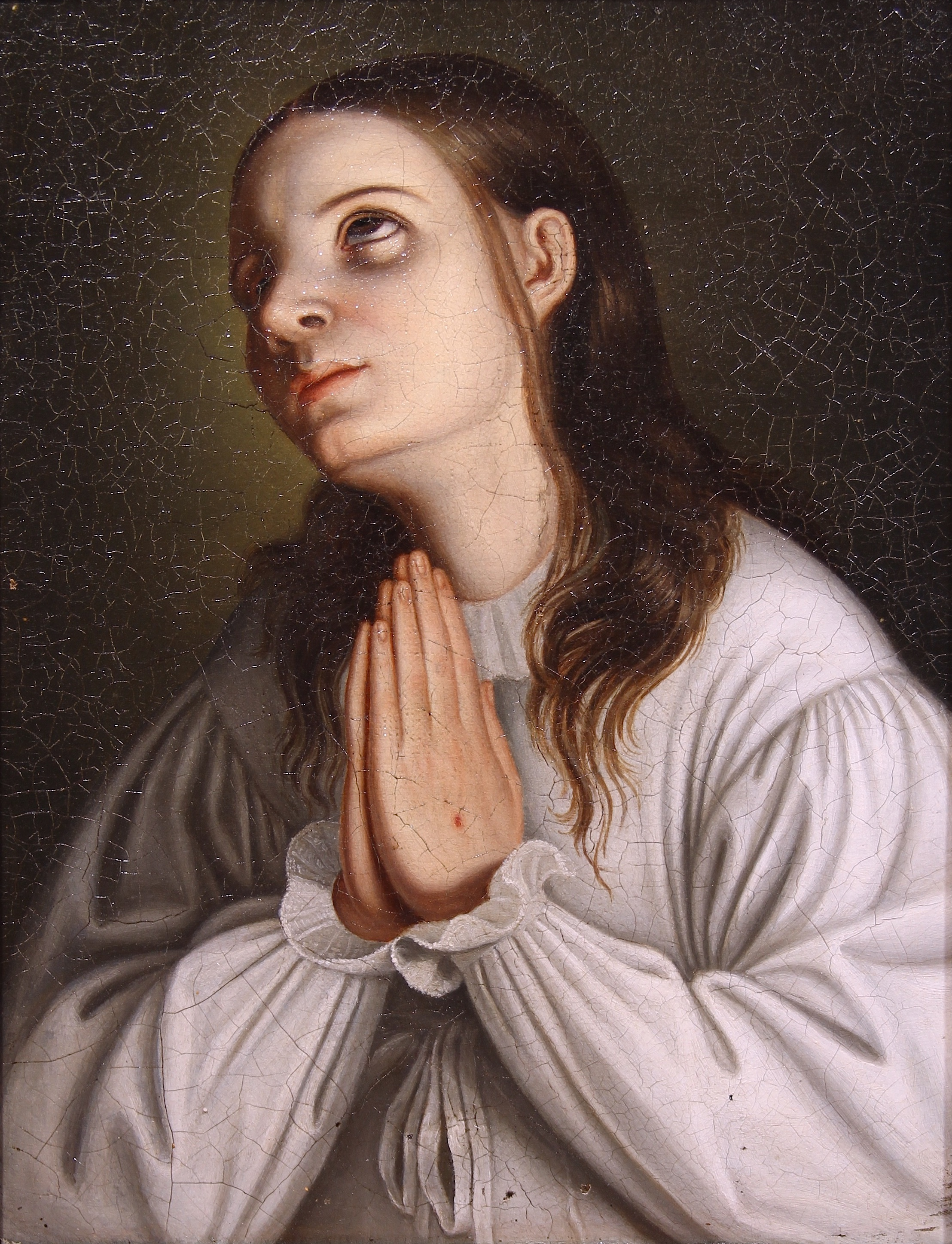
Maria von Mörl, Gemälde von Philipp Veit

Maria von Mörl, voller Name Maria Theresia von Mörl zu Pfalzen und Sichelburg (* 16. Oktober 1812 in Kaltern; † 11. Januar 1868 ebenda) war eine Tiroler Adelige, Mystikerin und Stigmatisierte, sie wird in der Literatur als „ekstatisches Fräulein“ bezeichnet.

## Herkunft und Kindheit
Sie wurde 1812 in Kaltern als älteste Tochter von zehn Kindern des Gutsbesitzers Joseph Ignaz von Mörl zu Pfalzen und Sichelburg (eines der ältesten Südtiroler Adelsgeschlechter) und seiner Gattin Maria Katharina geb. Sölva geboren. Seit ihrem 5. Lebensjahr war sie kränklich, half aber ab ihrem 7. Lebensjahr mit Geschicklichkeit im Haushalt ihrer religiösen Mutter, während der Vater das Gut durch Sorglosigkeit in Unordnung brachte. Im Alter von 9 Jahren versetzte ein erzürnter Mann Maria einen so starken Faustschlag, dass sie begann, Blut zu erbrechen und von stechenden Schmerzen geplagt war. Nach Erholung wurde sie mit 14 Jahren nach Cles auf dem Nonsberg geschickt, um Italienisch zu lernen, woher sie vor Ablauf eines Jahres nach Kaltern zurückgerufen wurde, weil ihre Mutter gestorben und ihr jüngstes Geschwister erst drei Monate alt war. Zwar war sie bis zu ihrem 18. Lebensjahr ein unauffälliges Mädchen, doch widmete sie ihre freie Zeit schon dem Gebet, mit der Zeit fühlte sie sich auch von dunklen Gestalten verfolgt und trauerte jahrelang sehr heftig um ihre Mutter. Mit Vollendung ihres 17. Lebensjahres erkrankte sie schwer und unheilbar. Dennoch blieb sie, auch auf Rat der Geistlichen, zu Lebzeiten ihres Vaters in ihrem Elternhaus wohnen. Ihr Lebensunterhalt wurde auf Empfehlung ihres Beichtvaters aus der sog. Haller Präbende bezahlt. Als der Vater 1849 starb, erhielt Maria von Mörl einen bescheidenen Erbanteil, von dem für sie ein Anbau an das Haus der Tertiarschwestern des heiligen Franziskus errichtet werden konnte. Das Land, auf dem heute der Friedhof von Kaltern liegt, schenkte Maria von Mörl ihrer Heimatgemeinde zur Erbauung eines neuen Friedhofs.

## Leben als stigmatisierte Mystikerin
Maria von Mörl wählte sich den im Franziskanerkloster Kaltern wirkenden Lektor P. Johannes Kapistran Soyer als Beichtvater, dem sie sich bis an sein Lebensende ganz anvertraute und der ein Tagebuch über ihr Leben führte, das Grundlage der ersten Biografie wurde. Mit seiner Unterstützung wurde sie heimlich in den Dritten Franziskanerorden aufgenommen. Nach dem 19. Lebensjahr erfuhr sie angeblich zunehmend ekstatische Zustände. So sei sie nach dem Empfang der Heiligen Kommunion stundenlang in stiller Verzückung, aufrecht in ihrem Bett kniend verharrt. Andererseits habe sie quälende körperliche und seelische Attacken erlitten, welche sie veranlassten, über ihre Seelsorger beim Bischof die Vornahme von  Exorzismen zu beantragen. Im Jahr 1834 bekam sie an Händen und Füßen Wunden, die als Wundmale Christi interpretiert wurden. Jeden Freitag schien sie die Passion Christi mitzuerleben. Ihre Freundinnen schildern sie als liebevoll und beschreiben auch kindlich-fröhliches Zusammensein mit ihr. So forderte Maria von Mörl ihre Freundin Sophie von Angelini einmal im Scherz auf, diese solle doch statt ihrer das Bett hüten und die „Mörl machen“. Nach jahrzehntelangem, geduldig ertragenem Leiden starb sie 1868 im Kloster der Tertiarschwestern des heiligen Franziskus in Kaltern.

## Wirkung auf Zeitgenossen

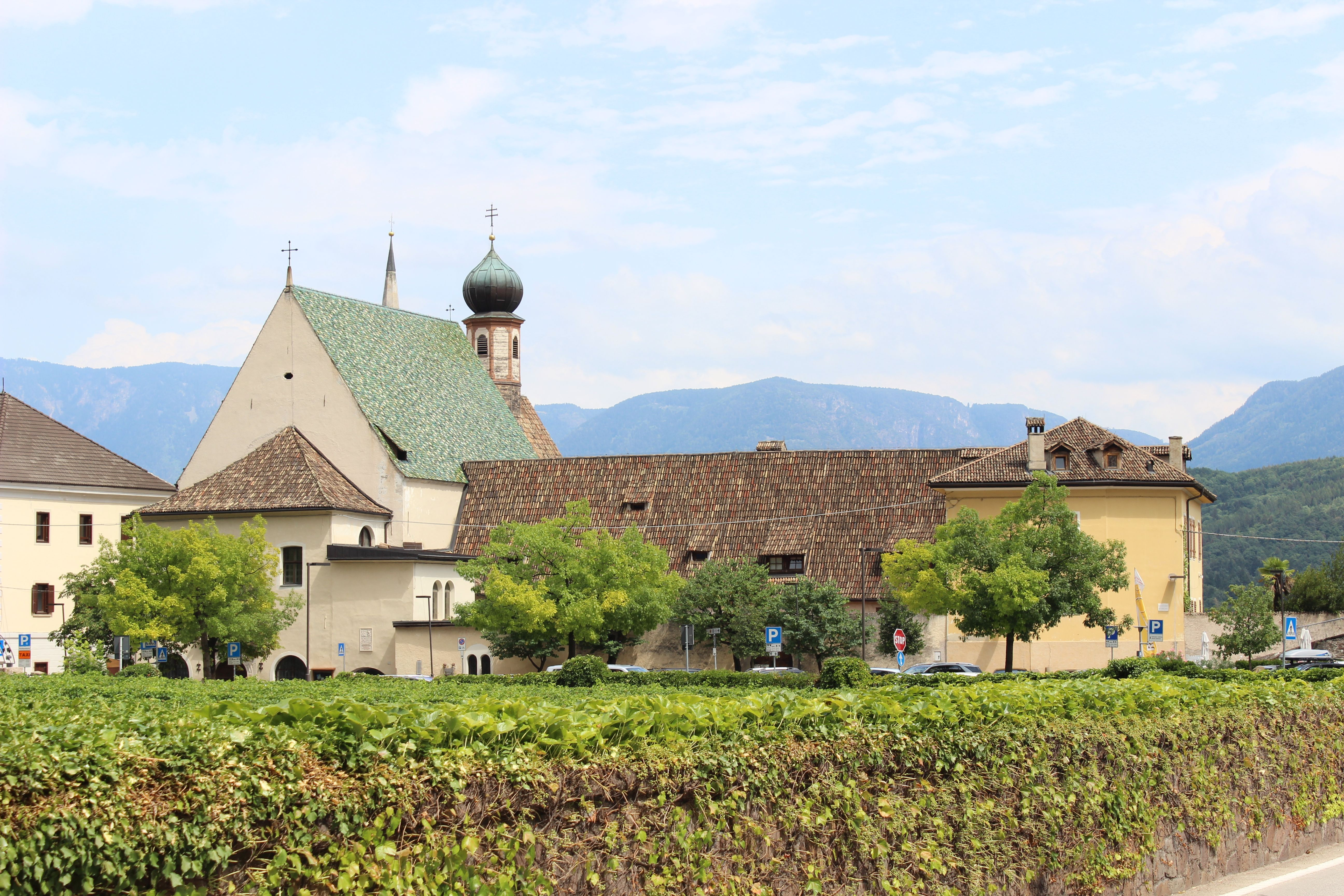
Franziskanerkloster in Kaltern

Wegen der außergewöhnlichen Vorkommnisse wurde Maria von Mörl sehr bekannt. Tausende von Pilgern kamen aus ganz Europa zu Maria von Mörl; darunter Bischöfe, Politiker und Berühmtheiten wie der Dichter Clemens Brentano. Allein bis zum Ende des Jahres 1833 wurde die Zahl der aus nah und fern herbeiströmenden Besucher auf etwa 40.000 geschätzt. Da dies für die Mystikerin und ihre Familie unerträglich wurde, sorgte der Fürstbischof Luschin von Trient dafür, dass nur noch Besucher in ihr Zimmer durften, mit deren Zutritt sie einverstanden war. Der seliggesprochene nächste Fürstbischof von Trient, Johann Nepomuk von Tschiderer, ein entfernter Verwandter, schwieg zwar zu den aufsehenerregenden Ereignissen, er sorgte jedoch gemeinsam mit ihrem Beichtvater dafür, dass Maria von Mörl vor den negativen Auswirkungen ihrer Bekanntheit verschont blieb und veranlasste die Anfertigung eines Zeugenbeweises, um Verleumdungen und Gerüchten den Boden zu entziehen. Er beschloss mit der Gemeinde von Kaltern, an der Sakristei der Kirche der Tertiarschwestern einen Anbau zu errichten, der ab 1841 als Zimmer für die von Pilgern aufgesuchte Mystikerin diente. In ihrem Zimmer erlaubte er einen Altar, damit sie oft die Sakramente empfangen konnte. 1837 und 1847 hat er sie persönlich besucht.